# Clossiana excellens
Clossiana excellens är en fjärilsart som beskrevs av Krulikovski 1893. Clossiana excellens ingår i släktet Clossiana och familjen praktfjärilar. Inga underarter finns listade i Catalogue of Life.